# Постельняк Антоніна Іванівна
Антоніна Іванівна Постельняк (3 жовтня 1937 року) – педагог, методист, дослідник та популяризатор досвіду видатних педагогів Кіровоградщини.

## Біографія
Народилась у Новгородці, в сім'ї службовців. Батько – Іван Іванович Останній працював помічником першого секретаря Новгородківського райкому партії. У 1941 році, коли розпочалася війна, пішов добровольцем на фронт, де загинув. Мама – Варвара Микитівна Остання працювала старшим касиром новгородківського відділення банку СРСР. У роки війни родина проживала в Астраханській області, у м. Комсомольському, куди була евакуйована у 1941 році. Повернулися додому після звільнення Новгородки від німецької окупації.
У 1944 році вступила до першого класу Новгородківської середньої школи №1, яку закінчила у 1954 році з медаллю, без складання екзаменів була зарахована студенткою філологічного факультету Кіровоградського  педагогічного інституту імені О.Пушкіна. 

## Педагогічна діяльність
Отримавши диплом вчителя російської мови та літератури і німецької мови, була призначена у Куропатницьку середню школу Барежанського району Тернопільської області.
У серпні 1960 року повернулась до Новгородки. Була призначена на посаду заступника директора і вчителя російської мови й літератури Богданівської середньої школи (нині Білозернівська ЗШ). У 1964 році була переведена на посаду заступника директора Новгородківської школи №2, де була створена і ефективно діяла система розумового, морального, трудового та естетичного виховання учнів в умовах продовженого (повного) дня.
У 1967 році була переведена на посаду вчителя російської мови і літератури середньої школи №13 м. Кіровограда. 

## Методична діяльність та популяризація досвіду видатних педагогівКіровоградщини
1970 року була призначена на посаду методиста Кіровоградського обласного інституту удосконалення вчителів. З 1977 року обіймала посаду завідувачки кабінету керівних кадрів (школознавства). Досліджуючи проблему «Управління процесом становлення особистості керівника школи», організувала плідну роботу обласних методичних формувань: школи передового педагогічного досвіду директорів опорних шкіл при І.Г.Ткаченку (70-80-ї роки); науково-методичного семінару педпрацівників, які вели педагогічні дослідження (1975-1985); школи творчо працюючого директора (1990-1886); обласної школи молодого директора (1986-1990); постійно діючого семінару директорів опорних шкіл з проблем  вивчення і впровадження педагогічних ідей В.О.Сухомлинського (1988-2009); проблемного семінару заступників директорів опорних шкіл (1979-1981); школи передового педагогічного досвіду новопризначених завідувачів рай (міськ)вно (1995-1996).
Тривалий час керувала роботою обласної творчої групи з питань вивчення та впровадження педагогічних ідей В.О.Сухомлинського, результатом якої стало: створення ефективної системи роботи методичних служб, керівників опорних шкіл, методичного активу з моделювання досвіду творчої трансформації педагогічних ідей В.О.Сухомлинського в сучасній школі.
У 2004 році очолила створений у Кіровоградському обласному інституті післядипломної педагогічної освіти  науково-методичний центр координації діяльності методичних кабінетів(центрів) та методичної роботи з педагогічним кадрами. У центрі уваги були питання удосконалення системи підвищення професійної майстерності завідувачів та методистів РМК (НМЦ) складовими якої стали: проблемні курси з актуальних питань науково-методичного забезпечення модернізації освіти; обласні постійно діючі семінари завідувачів РМК (НМЦ) методистів голів РМО; обласні школи молодого методиста та удосконалення методичної майстерності методистів; творчі групи, майстер-класи; щорічні обласні семінари-стажування для новопризначених методистів на базі ОІППО та опорних шкіл РМК (НМЦ).
На допомогу методичним працівникам започатковано серію видань «Методична скарбниця Кіровоградщини», «Ідеї Василя Сухомлинського на Кіровоградщині», підготовлені методичні посібники, рекомендації «Майстер-клас в системі методичної роботи з педагогічними кадрами», «Опорна  школа», «Творчий потенціал лауреатів обласної педагогічної премії імені Василя Сухомлинського в системі післядипломної освіти та науково-методичної роботи з педагогічним кадрами». Підготувала та видала 6 книг, 56 брошур, методичних посібників і методичних рекомендацій, плакатів і буклетів. Понад 50 статей опубліковано у місцевих засобах масової інформації «Кіровоградська правда», «Народне слово», «Освітянське слово» та «Вечірня газета».
Відзнаки: нагороджена знаком «Відмінник освіти України» (1990); Почесними грамотами: Міністерств освіти СРСР, УРСР, України (1981, 1987, 1997), Академії педагогічних наук України (2008), Кіровоградської обласної державної адміністрації і обласної ради (1999), обласного відділу освіти та управління освіти і науки облдержадміністрації (1966, 1986, 1987, 1992, 1995, 1996, 1997, 2001, 2007), Федерації профспілок України та обкому профспілки працівників освіти і науки (2008).
Лауреат обласної педагогічної премії імені Василя Сухомлинського (2002). У 2010 році нагороджена Дипломом Федерації профспілок області «Майстри Кіровоградщини».

## Основні роботи
- Омеляненко В. Л., Постельняк А. І. Форми та методи вивчення і впровадження досягнень психолого-педагогічної науки у практику роботи загальноосвітньої школи. Методичні рекомендації для учителів і керівників шкіл. – Новомиргород, 1975. – 25 с.
- Постельняк А. І. Методические рекомендации по изучению и внедрению педагогического наследия В. А. Сухомлинского. – Кировоград, 1987.– 45 с.
- Постельняк А. І Золотые росыпи педагогических идей В. А. Сухомлинского. Методические рекомендации по созданию и пополнению уголков В. А. Сухомлинского. – Кировоград, 1989. – 21 с.
- Постельняк А. І. Національна школа: перші кроки. Методичні рекомендації по творчому впровадженню досвіду роботи педколективу національної школи №21 м. Кіровограда. – Кіровоград. Облуправління по пресі, 1992. – 64 с.
- Домаранський О. О., Постельняк А. І., Яровий М. А. Управління процесом становлення особистості керівника школи. Методичні рекомендації. – Кіровоград, 1995. – 40 с.
- Постельняк А. І. Азбука управління. Новопризначеному директору про управління школою. Навчально-методичний посібник.–Кіровоград,1998.–13с.
- Калініченко Н. А., Постельняк А. І. Школа В. О. Сухомлинського. З досвіду роботи педколективу Павлиської загальноосвітньої школи імені В. О. Сухомлинського. Брошура. – Кіровоград, 1998. – 27 с.

- Постельняк А. І. Розвиток творчої активності педагогічних кадрів. З досвіду роботи відділу освіти Новоукраїнської райдержадміністрації. Передовий педагогічний досвід Кіровоградщини у новому баченні. І кн. Кіровоград, 1998. – С. 17-44.
- Постельняк А. І. До вершин педагогічної майстерності. З досвіду роботи заступника директора з навчально-виховної роботи Великосеверинівської школи І-ІІІ ст. Кіровоградського району Л. К. Дубової. – Кіровоград, 2002. – 44 с.
- Постельняк А. І. В. О. Сухомлинський: діалог із сучасністю. – Кіровоград, 2003. – 175 с.
- Постельняк А. І., Романенко О. Г. Педагогічна рада. Технологія підготовки і проведення. – Кіровоград, 2003. – 168 с.
- Постельняк А. І. Інноваційність як стиль професійної діяльності. З досвіду роботи завідувачки МК Доровеличківської райдержадміністрації Климчук Н. М. з питань підвищення інноваційного потенціалу науково-методичної роботи з педагогічними кадрами. – Кіровоград, 2006. – 58 с.
- Постельняк А. І. Педагогіка творчості В.Сухомлинського, досвід А. Б. Рєзніка в дії. Феномен Гайворонської п’ятої. Методичний посібник. – Кіровоград, 2006. – 66 с.
- Постельняк А. І., Половенко О. В. Система навчання працівників районних (міських) методичних кабінетів (центрів) і методичного активу. Навчально-методичний посібник. – Кіровоград, 2006. – 76 с.
- Корецька Л. В., Постельняк А. І. Увага: обдаровані діти! Методичні рекомендації на допомогу організаторам роботи з обдарованим дітьми. – Кіровоград, 2006. – 72 с.
- Постельняк А. І. Велика педагогічна рада. Серпневі конференції – 2007. Методичні рекомендації щодо змісту і форм проведення. – Кіровоград, 2007. – 56 с.
- Постельняк А. І. Імпульс до творчості. Сучасні підходи до організації методичної роботи у сільській школі. З досвіду роботи заступника директора Новоградівської ЗШ І-ІІІст. Бобринецького району Л. К. Компан. Методичний посібник. – Кіровоград, 2007. – 48 с.
- Постельняк А. І. Серпневі конференції – 2008. Рекомендації щодо змісту і форм проведення. – Кіровоград, 2008. – 52 с
- Постельняк А. І. Основа успіху – пошук і творчість. З досвіду роботи педколективу Йосипівської ЗШ І-ІІІ ст. Новомиргородської райдержадміністрації з питань вивчення і творчої реалізації педагогічних ідей В. О. Сухомлинського. Методичний  посібник. – Кіровоград, 2008. – 72 с.
- Постельняк А. І. Ідеї В. О. Сухомлинського живуть і розвиваються на Онуфріївщині. – Кіровоград, Методичний посібник, 2008, – 60 с.
- Постельняк А. І., Солонько Н. В. Ідеї В. О. Сухомлинського – в життя. З досвіду роботи Знам'янської ЗШ №1 імені Т. Г. Шевченка. Методичний посібник, 2009. – 24 с.
- Постельняк А. І. Кіровоградський обласний інститут післядипломної педагогічної освіти імені Василя Сухомлинського: постаті та роки (за ред. Л. В. Корецької). – Розділи І, ІІ., Кіровоград, 2009.
- Постельняк А. І. Майстер-клас в системі методичної роботи з педагогічним кадрами. Методичний посібник. – Кіровоград, 2009. – 68 с.
- Постельняк А. І. Романова Л. М. Школа добра. З досвіду роботи педколективу Петрівської ЗШ І-ІІІ ст. з використання ідей В. О. Сухомлинського. Методичний посібник. – Петрове, 2009. – 50 с.
- Постельняк А. І., Підрушняк Т. М. Його ідеї працюють і сьогодні. З досвіду роботи ЗШ І-ІІІ ст. с. Грушки Ульяновського району. Методичний посібник. – Ульяновка, – 2009. – 28 с.
- Постельняк А. І. Опорна школа. Методичний посібник. Кіровоград, 2010. – 76 с.
- Половенко О. В., Постельняк А. І. Творчий потенціал опорних шкіл в дії. Досвід роботи Бобринецького РМК з питань використання потенціалу опорних навчальних закладів у системі науково-методичної роботи з педагогічними кадрами. Методичний посібник. – Кіровоград, 2010. – 60 с.
- Половенко О. В., Постельняк А. І. Управління розвитком творчого потенціалу педагога. З досвіду роботи М. В. Пахолівецької, директора ЦМСПС гуманітарного департаменту Кіровоградської міської ради. Методичний посібник. – Кіровоград, 2011. – 56 с.
- Корецька Л. В., Постельняк А. І. Лауреати обласної педагогічної премії імені Василя Сухомлинського. – Кіровоград, 2011. – 112 с.
- Корецька Л. В., Постельняк А. І. Творчий потенціал лауреатів обласної педагогічної премії імені Василя Сухомлинського в системі післядипломної освіти та науково-методичної роботи з педагогічними кадрами. – Кіровоград, 2011. – 36 с.
- Мудрий І. Л., Поліщук В. П., Постельняк А. І., Романюк Т. Б. А.Б. Рєзнік – вчений, талановитий педагог-новатор. – Кіровоград, 2011. – 266 с.
- Корецька Л. В., Постельняк А. І., Ткаченко В.П. Сучасний керівник: шлях до майстерності успіху. З досвіду роботи відділу освіти Петрівської райдержадміністрації та районного  методичного кабінету. – Кіровоград, 2014. – 84 с.
- Корецька Л. В., Постельняк А. І. Із Сухомлинським – назавжди. Система роботи колективу комунального закладу «Кіровоградський обласний інститут післядипломної педагогічної освіти імені Василя Сухомлинського». – Кропивницький, 2018. – 232 с.